# 顾唐路站
顾唐路站位于中华人民共和国上海市浦东新区曹路镇金海路、顾唐路与民耀路交叉口，是上海地铁9号线的地铁车站，于2017年12月30日启用。

## 车站结构

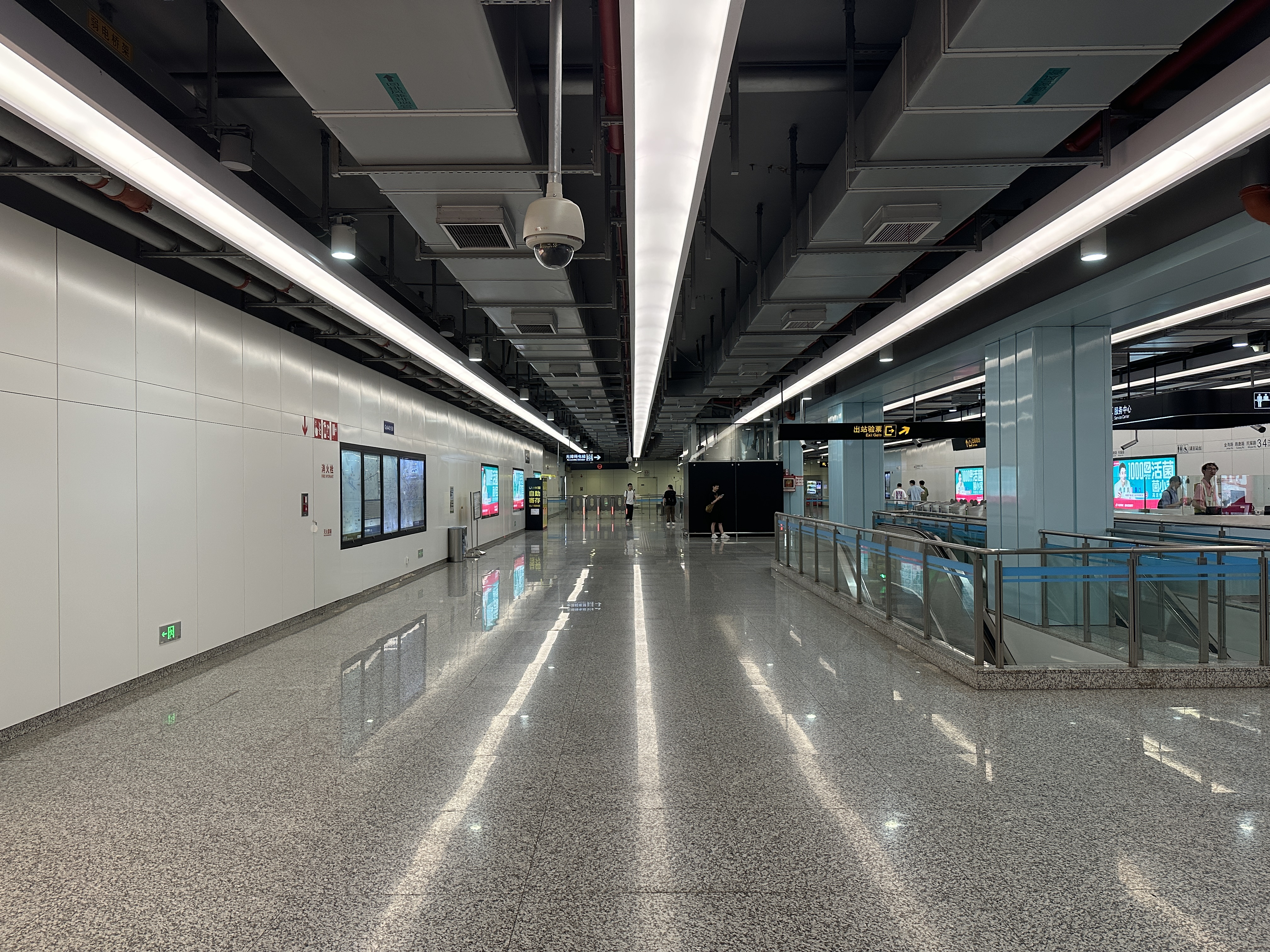
站厅

### 车站楼层
| 地面层   | 出入口             | 1-4出入口                        |  |  |
| 地下一层 | 站厅               | 票务服务、自动售票机、人工服务台 |  |  |
| 地下二层 | ①站台              | █ 9号线 往上海松江站（金海路）   |  |  |
|          | 岛式站台，左侧开门 |                                  |  |  |
|          | ②站台              | █ 9号线 往曹路（民雷路）         |  |  |

## 車站出口
顾唐路站共有4个出入口，近2号出口设地下连通道通向毗邻的曹路招商花园城，各出入口如下所示：
| 出口编号            | 出口指示       | 照片 |
| ------------------- | -------------- | ---- |
| 1 · 出口            | 金海路，民耀路 |      |
| 2 · 出口 · （设有） | 金海路，顾唐路 |      |
| 3 · 出口            | 金海路，顾唐路 |      |
| 4 · 出口            | 金海路，民耀路 |      |
| 图例： 设有         |                |      |

## 公交换乘
790、991、993、沪川线、金祝专线、浦东20路、浦东27路、曹路1路